# Franco Laurenti
Franco Laurenti (1928 – 1980) è stato uno scenografo e costumista italiano.

## Biografia
Diplomatosi all'Accademia di belle arti di Roma, riscosse il primo importante successo della sua carriera di scenografo e costumista teatrale nel 1953, al Teatro dei Satiri di Roma, con Novilunio di Alfonso Leto. Successivamente, nel 1956, iniziò il sodalizio di Laurenti col coreografo Aurel Milloss, col quale collaborò per decenni, dalle produzioni degli anni cinquanta per il Maggio Musicale Fiorentino e per il Teatro dell'Opera di Roma, al Don Juan di Christoph Willibald Gluck messo in scena dal Teatro alla Scala nel 1977.
Altra solida collaborazione fu quella col Teatro La Fenice di Venezia, per il quale Laurenti lavorò negli anni sessanta come scenografo e costumista di opere liriche.
Collaborò a lungo con importanti registi teatrali come Guido Salvini, Corrado Pavolini, Giulio Pacuvio, Maurizio Scaparro e con celebri compagnie come quelle di Cesco Baseggio e di Peppino De Filippo.
Franco Laurenti fu anche scenografo e costumista cinematografico, in particolare per i film Rigoletto e la sua tragedia di Flavio Calzavara (1958) e La lunga strada senza polvere di Sergio Tau (1975), e firmò le scene e i costumi di numerose trasmissioni e sceneggiati televisivi.

## Teatro e Opera
- Novilunio di Alfonso Leto (1953): scene e costumi
- Ciaccona, balletto di Aurel Milloss su musica di Johann Sebastian Bach e Alfredo Casella (1956): scene e costumi
- Elettra di Sofocle, regia di Giulio Pacuvio: scene e costumi
- Le creature di Prometeo, balletto di Aurel Milloss su musiche di Ludwig van Beethoven (1956): scene e costumi
- Le quattro stagioni, balletto di Aurel Milloss su musiche di Giuseppe Verdi (1956): scene e costumi
- La leggenda di Giuseppe, balletto di Aurel Milloss su musiche di Richard Strauss (1956): 	scene e costumi
- Aulularia di Plauto, regia di Giulio Pacuvio (1956): scene e costumi
- Menecmi di Plauto, regia di Giulio Pacuvio (1956): scene e costumi
- Il geloso avaro di Carlo Goldoni, regia di Cesco Baseggio (1957): scene e costumi
- Le rendez-vous manqué, balletto di Françoise Sagan su musica di Michel Magne, coreografie di John Taras e Don Lurio, regia di Roger Vadim, scene di Bernard Buffet (1958): costumi
- Il demone, balletto di Aurel Milloss su musica di Paul Hindemith (1958): scene e costumi
- L'enfant et les sortilèges, balletto di Aurel Milloss su musica di Maurice Ravel (1958): scene e costumi
- La regina morta di Henry de Montherlant, regia di Giulio Pacuvio (1958): scene e costumi
- Sua Eccellenza di Nino Martoglio, regia di Accursio Di Leo (1958): scene e costumi
- Adriana Lecouvreur di Francesco Cilea, regia di Enrico Frigerio (1958): scene e costumi
- L'alcalde di Zalamea di Calderón de la Barca, regia di Giulio Pacuvio (1958: scene e costumi
- I pettegolezzi delle donne di Carlo Goldoni, regia di Cesco Baseggio (1958): scene e costumi
- La traviata di Giuseppe Verdi, regia di Giulio Pacuvio, coreografie di Aurel Milloss (1959): scene e costumi
- L'Orfeo di Claudio Monteverdi, regia di Giulio Pacuvio (1959): scene e costumi
- Il crescendo di Luigi Cherubini, regia di Corrado Pavolini (1960): scene e costumi		,
- Miles gloriosus di Plauto, regia di Giulio Pacuvio (1960): scene e costumi
- Le metamorfosi di un suonatore ambulante di Peppino De Filippo (1960): scene e costumi
- Don Gil dalle calze verdi	di Tirso de Molina, regia di Guido Salvini (1960): scene e costumi
- Asinaria di Plauto, regia di Guido Salvini (1960): scene e costumi
- Sette contro Tebe di Eschilo, regia di Mario Landi (1961): scene e costumi
- Una figlia per il vento di André Obey, regia di Giulio Pacuvio (1961): scene e costumi
- Falstaff di Giuseppe Verdi, regia di Hubert Graft, scene di Attilio Colonnello (1962): costumi
- L'uomo, la bestia e la virtù di Luigi Pirandello, regia di Guido Salvini (1962): scene e costumi
- Antigone di Sofocle, regia di Guido Salvini (1962): scene e costumi
- La Lena di Ludovico Ariosto, regia di Giulio Pacuvio (1962): scene e costumi
- Vestire gli ignudi di Luigi Pirandello, regia di Guido Salvini (1962): scene e costumi
- Ifigenia in Aulide di Euripide, regia di Giacomo Colli (1963): scene e costumi
- I migliori sono così di Peppino De Filippo (1963): scene e costumi
- L'ultimo selvaggio di Giancarlo Menotti (1964), scene di Lorenzo Ghiglia: costumi
- La vanità delusa di Domenico Cimarosa, regia di Corrado Pavolini (1964): scene e costumi
- Il campanello dello speziale di Gaetano Donizetti, regia di Frank De Quel (1965): scene e costumi		,
- Re Teodoro in Venezia di Giovanni Paisiello, regia di Corrado Pavolini (1965): scene e costumi
- Li sposi per accidenti di Domenico Cimarosa, regia di Corrado Pavolini (1965): scene e costumi
- La Cenerentola di Gioachino Rossini, regia di Mario Labroca (1965): scene e costumi
- Il trovatore di Giuseppe Verdi, regia di Francesco Maselli (1965): scene e costumi		,
- Don Felice affamato di Peppino De Filippo (1965): scene e costumi
- L'amico del diavolo di Peppino De Filippo (1965): scene e costumi
- La cambiale di matrimonio di Gioachino Rossini (1965): scene e costumi
- Il ragazzo e la sua ombra, balletto di Renzo Rossellini (1966): scene e costumi
- The Knack di Ann Jellicoe, regia di Sergio Graziani (1966): scene e costumi
- La professione della signora Warren di George Bernard Shaw, regia di Roberto Guicciardini (1967): scene e costumi
- Turandot	di Giacomo Puccini, regia di Margherita Wallmann, scene di Enrico D'Assia (1967): costumi		,
- I quatro rusteghi di Ermanno Wolf-Ferrari, regia di Cesco Baseggio (1967): scene e costumi
- Medea di Corrado Alvaro, regia di Maurizio Scaparro, scene di Roberto Francia (1967): costumi
- Le donne curiose di Ermanno Wolf-Ferrari, regia di Cesco Baseggio (1968): scene e costumi
- La pace di Aristofane, regia di Arnoldo Foà (1968): scene e costumi
- Le furberie di Scapino di Molière, regia di Vera Bertinetti (1969): scene e costumi
- Il campiello di Ermanno Wolf-Ferrari, regia di Cesco Baseggio (1969): scene e costumi
- L'enfant et les sortilèges, balletto di Aurel Milloss su musiche di Maurice Ravel (riedizione, 1970): scene e costumi
- Rappresentazione e festa di Carnasciale e Quaresima di Gian Francesco Malipiero, regia di Vera Bertinetti (1970): scene e costumi
- Don Tartufo bacchettone di Gian Francesco Malipiero, regia di Vera Bertinetti (1970): scene e costumi
- Trenodia per le vittime di Hiroshima, balletto su musiche di Krzysztof Penderecki (1971): scene e costumi
- Rappresentazione e festa di Carnasciale e Quaresima di Gian Francesco Malipiero, regia di Gianni Poli (1972): scene e costumi
- Il feudatario di Carlo Goldoni, regia di Maurizio Scaparro (1975): scene e costumi		,
- Don Juan balletto di Aurel Milloss su musica di Christoph Willibald Gluck (1977): scene e costumi

## Televisione
- San Francesco e l'uomo cattivo di Henry Brochet, regia di Guido Salvini (1962), RAI, Programma Nazionale: scene e costumi
- Ifigenia in Aulide di Euripide, regia di Giacomo Colli (1962), RAI, Programma Nazionale: scene e costumi
- Giochi per Claudio di Seneca, regia di Giuseppe Di Martino (1963), RAI, Programma Nazionale: scene e costumi
- La carretta dei comici, serie in otto puntate di Luigi De Filippo e Vittoria Ottolenghi, regia di Andrea Camilleri (1970), RAI: scene e costumi
- I monti di vetro di C.F. Wolff, regia di Sergio Tau (1971), RAI: costumi
- Radici di Arnold Wesker, regia di Maurizio Scaparro (1971), RAI, Secondo Programma
- La fastidiosa di Franco Brusati, regia di Giorgio Albertazzi (1972), RAI, Secondo Programma
- Tristi amori di Giuseppe Giacosa, regia di Enrico Colosimo (1972), RAI, Secondo Programma: scene e costumi
- Il maggiore Barbara di George Bernard Shaw, regia di Maurizio Scaparro (1975), RAI, Secondo Programma
- Omobono e gli incendiari di Max Frisch, regia di Raffaele Meloni (1976), RAI, Secondo Programma: costumi
- Camera ammobiliata da un racconto di O. Henry, regia di Mario Foglietti (1977), RAI: costumi